# Áureo Rebolé Eguaras
Áureo Rebolé Eguaras (Aibar, 11 de marzo de 1910-Pamplona, 6 de abril de 1994) fue un escultor español, uno de los pocos escultores navarros que desarrolla su actividad en Navarra durante los dos primeros tercios del siglo XX junto con Fructuoso Orduna, Ramón Arcaya, el oscense afincado en Pamplona, Constantino Manzana, el fiterano Fausto Palacios o el desconocio Alfredo Surio de la Cuesta. La especialidad de Rebolé era la piedra. Para algunos investigadores, por el peso fundamental de su obra, estaríamos ante un «auténtico imaginero del siglo XX».

## Biografía
Nacido en Aibar, donde vivió su primera infancia, pronto se trasladó la familia a Lumbier de donde procedían y a la que se sentirá apegado toda su vida aun cuando se trasladó a vivir a Pamplona. Tras realizar sus estudios de primaria y secundaria, aún no habiendo precedentes artísticos familiares, demostró desde temprana edad una vocación y una capacidad por el dibujo que llevó en 1936 a que recibiera el premio Paulino Caballero, el primero que se entregó. La situación de guerra civil española demoró el desarrollo de su vocación artística cultivando entonces otra de su pasiones, la música. El violín fue un instrumento que dominaba e incluso llegó a construir.
En 1940, retomando su trayectoria formativa y con una beca concedida por la Diputación Foral de Navarra, empieza a estudiar en la Real Academia de Bellas Artes de San Fernando, en Madrid. Junto a él fueron también becados en esa edición Elías Arizcuren, para estudiar violín, y el baztanés Juan Eraso Olaechea para estudiar canto. En la capital de España permanecería durante los años 40 aprendiendo y mejorando su trabajo escultórico.
De vuelta a Navarra en los años 50, se instala en Pamplona, en el barrio de la Rochapea, donde se casa con Mercedes Momparlet aunque no lograrán tener descendencia. Montó un taller en la calle Tafalla, del Segundo Ensanche de Pamplona, en las instalaciones del Mercado del Ensanche. Será durante esta década, los años 60 y la primera mitad de los años 70 cuando realizó numerosos trabajos, especialmente de imaginería religiosa, y su producción escultórica más estela. Será al inicio cuando logre captar la atención con dos obras de gran aprecio popular que fueron noticia: el Monumento a San Ignacio de Loyola (1950) y la figura de San Francisco Javier (1952) coronando la cumbre navarra de la Mesa de los Tres Reyes. También será durante estos años «el único escultor que se dedicaba plenamente a esta labor en la capital navarra ya que Orduna vivía y trabajaba en Madrid. Coetáneos del momento, aunque más jóvenes en edad, son Antonio Loperena que tenía su taller en Tudela y trabajaba preferentemente para la zona Sur de Navarra y José Luis Ulibarrena, centrado en esa época en su aventura americana.»
En la etapa final de su vida la natural decadencia tanto artística como física le llevó a trabajar durante los años 80 de manera más esporádica. Retomó presencia en los medios tras los actos vandálicos que destrozaron el grupo escultórico dedicado a San Ignacio de Loyola y que el mismo se encargó de reparar. Esta actitud «le valió el aplauso ciudadano y un cierto reconocimiento a su trayectoria vital y artística en Navarra.» Con todo, y tras el fallecimiento de su esposa, entró en una fase final de aislamiento y abatimiento que terminó con su fallecimiento en la capital navarra el 6 de abril de 1994.
Unos meses después, el 13 de septiembre de 1994, uno de sus amigos escribía una carta al Director en el Diario de Navarra pidiendo una calle en Pamplona para él de esta manera: «llamaba la atención, sin proponérselo, porque tenía la grandeza de la modestia con aquel aire bohemio, desvaído, como su capa y chalina que quedó en el baúl de los recuerdos. Un poco encogido como su voz, sencillo y nada engolado».

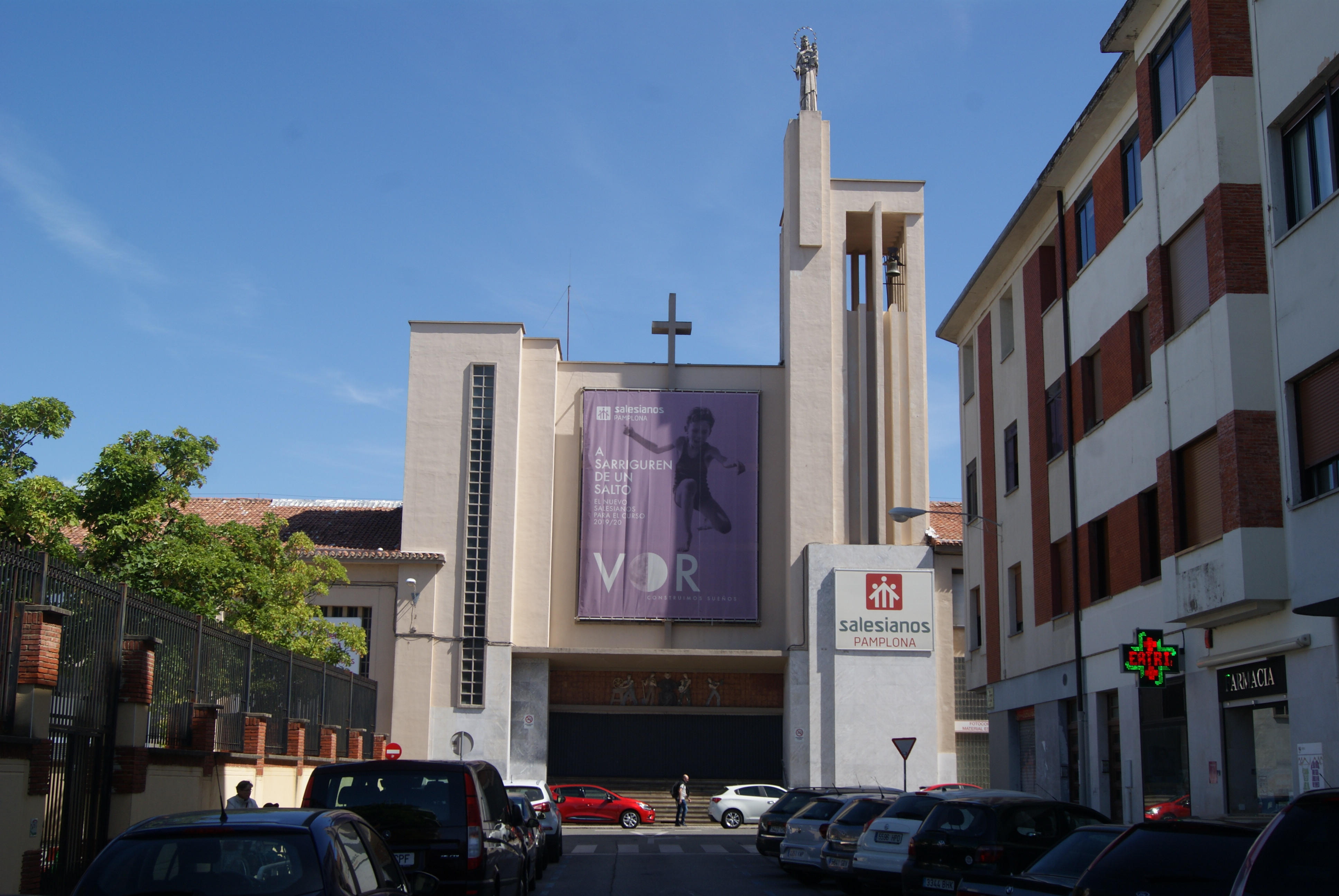
El antiguo Centro FP Salesianos en Pamplona, desaparecido en 2020. La imagen que corona la iglesia es obra de Áureo Rebolé.

## Obras
- 1950: Monumento a San Ignacio de Loyola (Pamplona), en piedra.
- 1952: San Francisco Javier, colocado en la cumbre de la Mesa de los Tres Reyes, financiada por los miembros del Club Deportivo Navarra, fundado en 1942, es célebre entre los montañeros que la coronan, cuya cabeza fue vandalizada en 1985 y recuperada en 2023 tras una entrega anónima en la Fundación Museo del Montañismo Vasco (EMMOA). 
Con motivo del 400 aniversario de la muerte de San Francisco Javier, en 1952, se ideó levantar una estatua al patrono navarro en la cumbre más alta de Navarra. Con un presupuesto de 5.000 pesetas se encargó una estatua que inicialmente era de piedra artificial, de más de 200 kg de peso y con una altura de 2,10 m. Tras unos días de julio en los cuales se expuso la obra en los jardines del Palacio de Navarra, junto a la secuoya,[7] se llevó hasta Isaba donde, entre 24 personas, con un peso de 20 kg de media se transportó en mochilas y colocó en la cima el 15 de agosto de 1952. Tras un primer invierno donde la estatua, antes las duras condiciones climáticas, se vino abajo, se rehízo una nueva escultura de 75 cm, hueca y en bronce, usando la original como maqueta. En junio de 1954 se colocó la nueva imagen que aguantó incólume hasta 1985 en «alguien la decapitó.» 
El Club Deportivo Navarra, una vez más, rehízo una nueva cabeza y la colocó de nuevo. Los avatares de la estatua no terminaron ya que en 2004, a consecuencia de un movimiento sísmico, se quedó «en posición prácticamente horizontal, mirando hacia el suelo.» Unos años más tarde, en 2010, con apoyo de un helicóptero cedido por el Gobierno de Navarra, dos voluntarios lograron enderezarla, una vez más.[8][9]
- 1952: El Crucificado. Situado en una capilla de la Iglesia de San Francisco Javier (Pamplona).[10]
- 1952: San Antonio de Padua. Situado en una capilla de la Iglesia de San Francisco Javier (Pamplona).[10]
- 1953: Virgen, en el cementerio de San José, en Berichitos (Pamplona).
- 1956: Crucificado y San Pedro. En la iglesia parroquial de San Pedro en Almándoz.[11]
- 1959: María Auxiliadora, estatua de 3 m de altura y 4 tn de peso colocada inicialmente en la iglesia de los Salesianos de Pamplona, a unos 12 m de altura. En 2019 fue traslada al nuevo centro en Sarriguren.[12]
- 1965: El Salvador, en la Iglesia de El Salvador, en la avenida Marcelo Celayeta de Pamplona.
- 1965: Monumento a Joaquín Larregla, en Lumbier.
- c. 1965: San Cristóbal. A la entrada de la ciudad de Sangüesa, antes del puente metálico.
- 1970: Monumento a Teobaldo II en Espinal.
- 1970: Sagrado Corazón, en Lumbier.

Algunas obras del artista
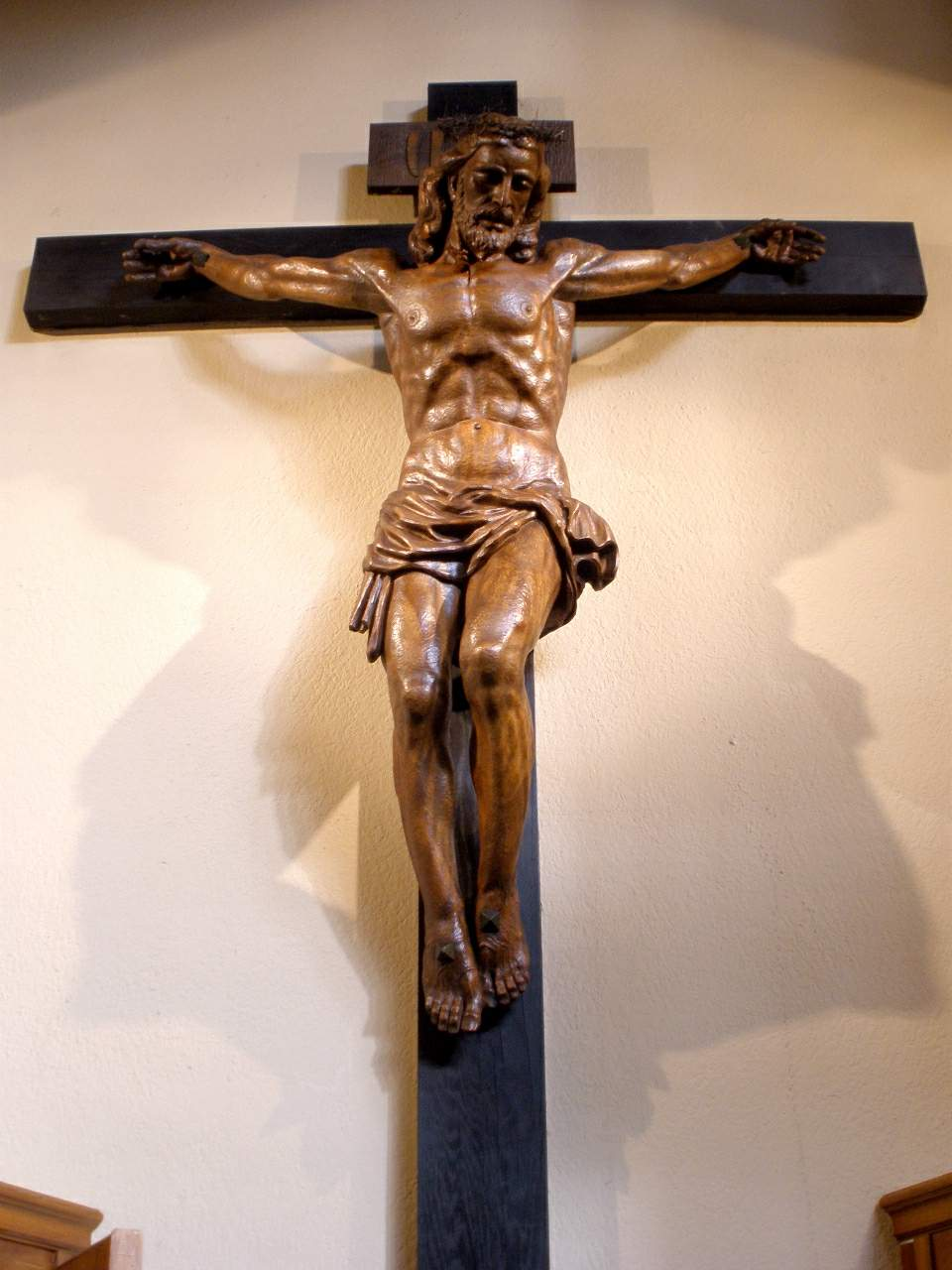
El Crucificado (1952), Iglesia de San Francisco Javier (Pamplona).
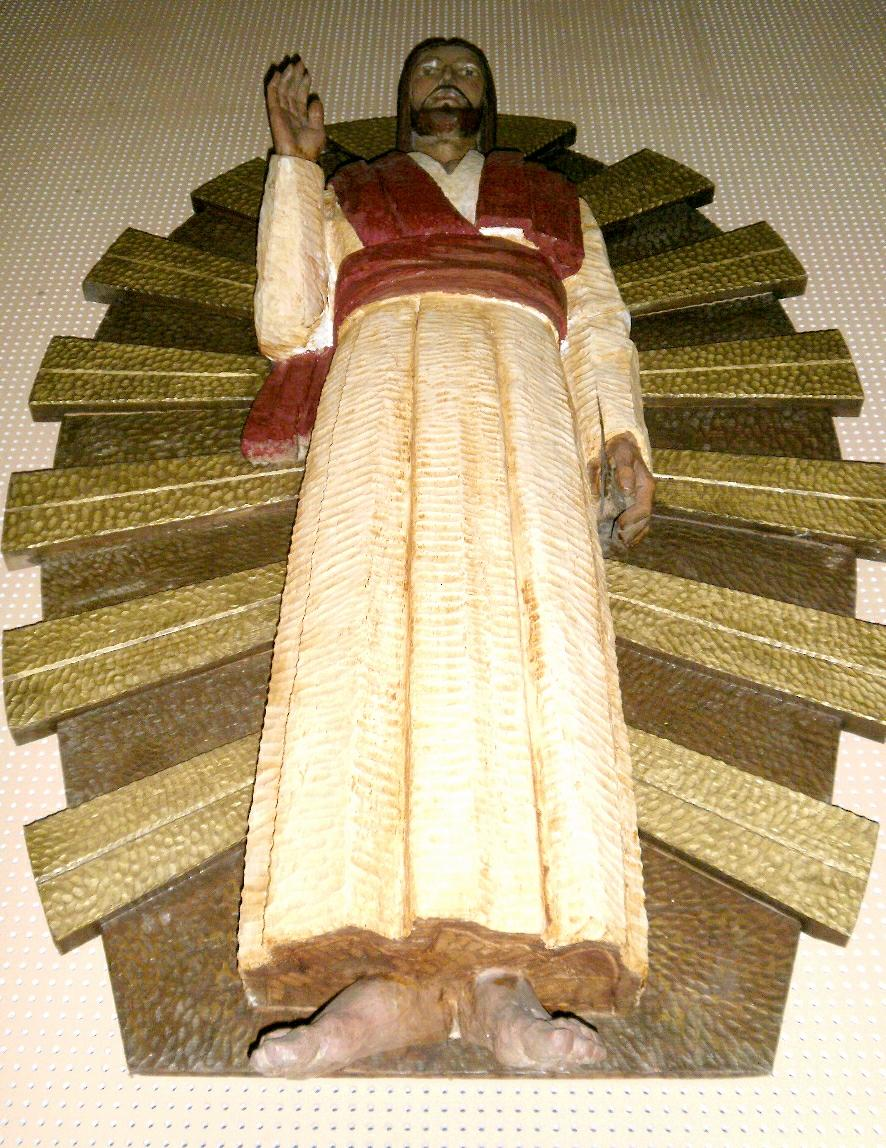
El Salvador (1965). Iglesia de El Salvador (Pamplona).
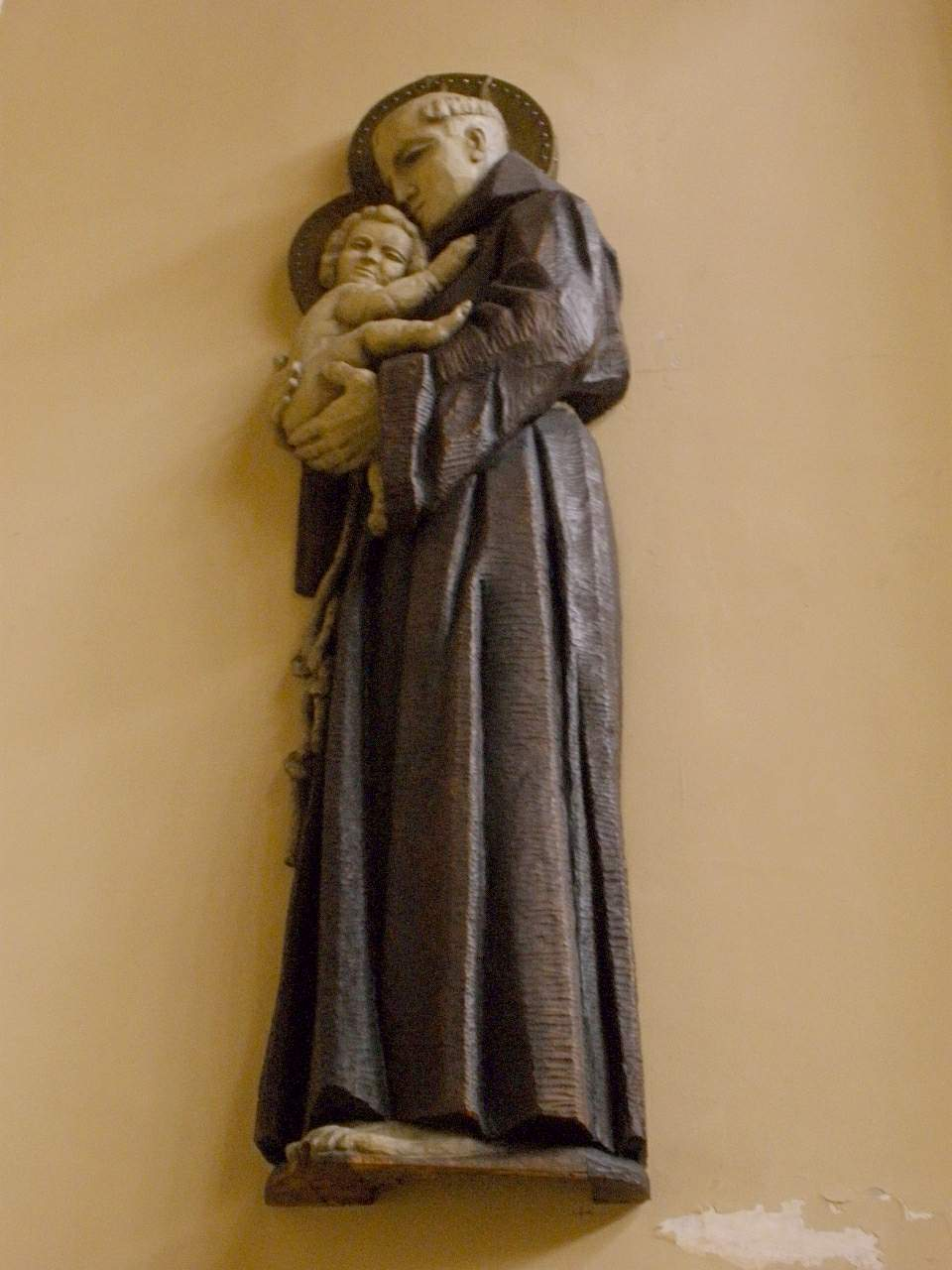
San Antonio de Padua (1952), Iglesia de San Francisco Javier (Pamplona).
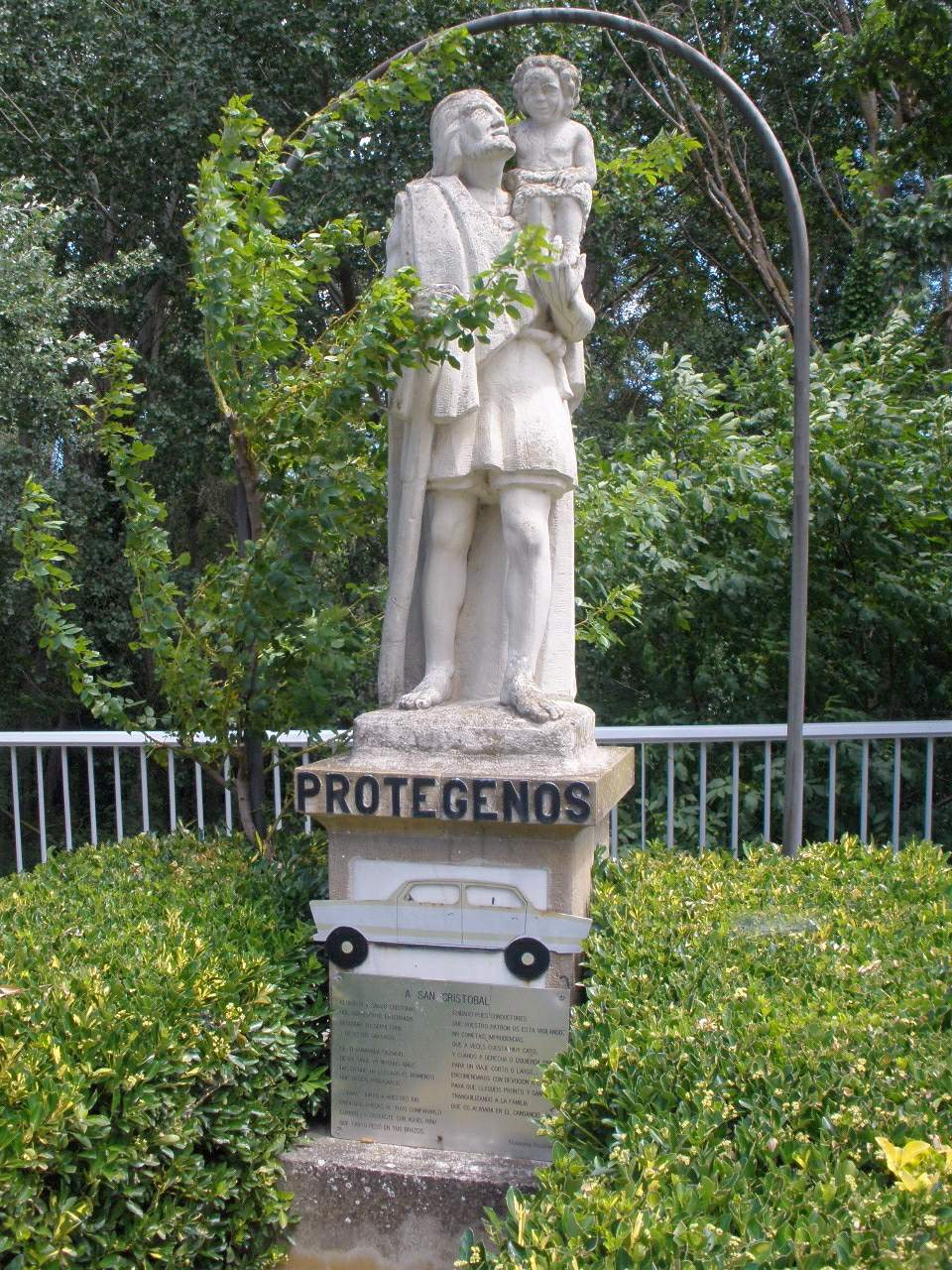
San Cristóbal. A la entrada de la ciudad de Sangüesa
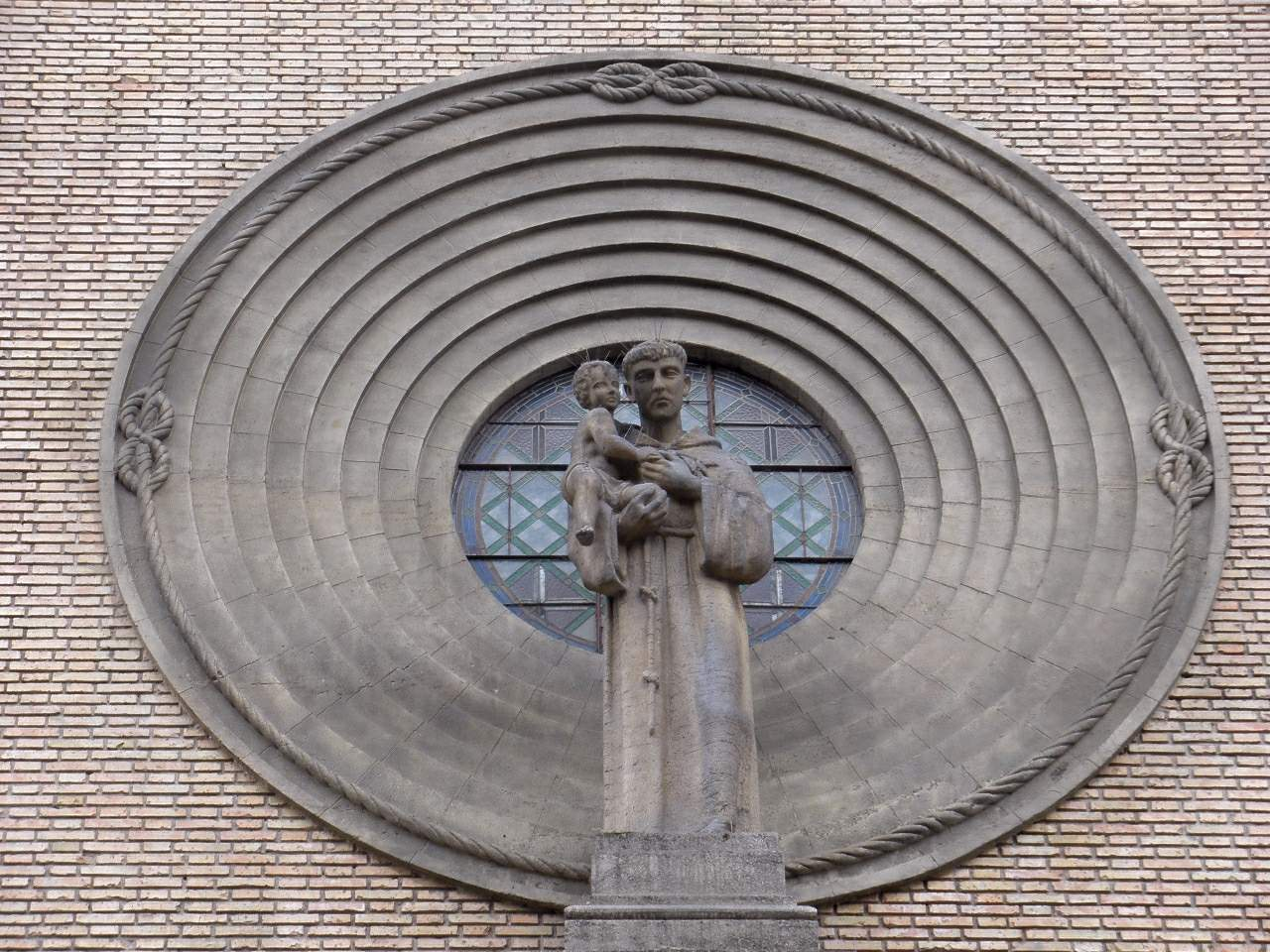
San Antonio de Padua, Iglesia de San Antonio (Pamplona).